# Червинара
Червина̀ра (на италиански: Cervinara) е община в Южна Италия, провинция Авелино, регион Кампания. Разположена е на 284 m надморска височина. Населението на общината е 9969 души (към 2011 г.).
Административен център на общината е селище Трешине (Trescine).